# Världsutställningen i Saint Louis 1904

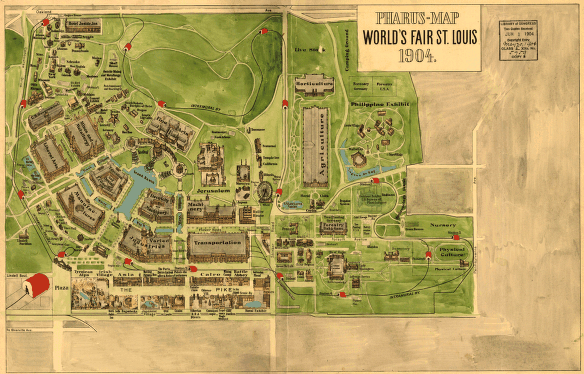
Karta över 1904 års världsutställning.

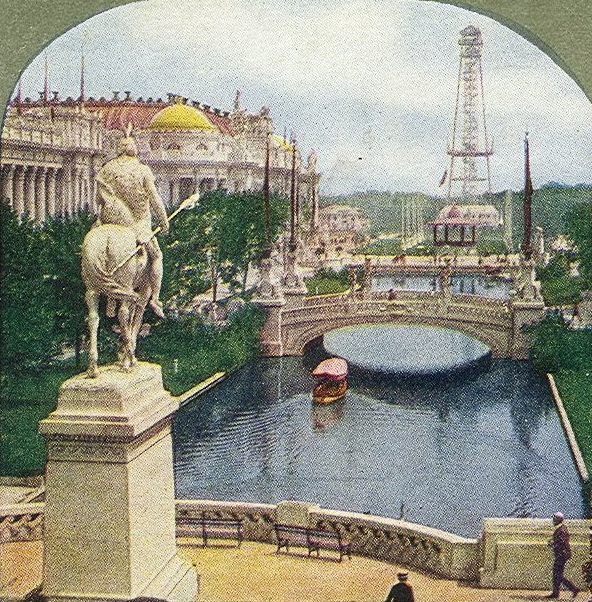
Östra dammen, statyn i gips av Saint Louis, Utbildnings- och industri- samt radiotelegrafitornet, 1904.

Världsutställningen i Saint Louis 1904, eller Louisiana Purchase Exposition, var en världsutställning i Saint Louis i Missouri i USA. Det var en internationell utställning av moderna hantverks- och industriprodukter, tillverkningsmetoder, vetenskap, teknik och konst med mera. Idén om världsutställning präglades av framsteg och civilisation.

## Bakgrund

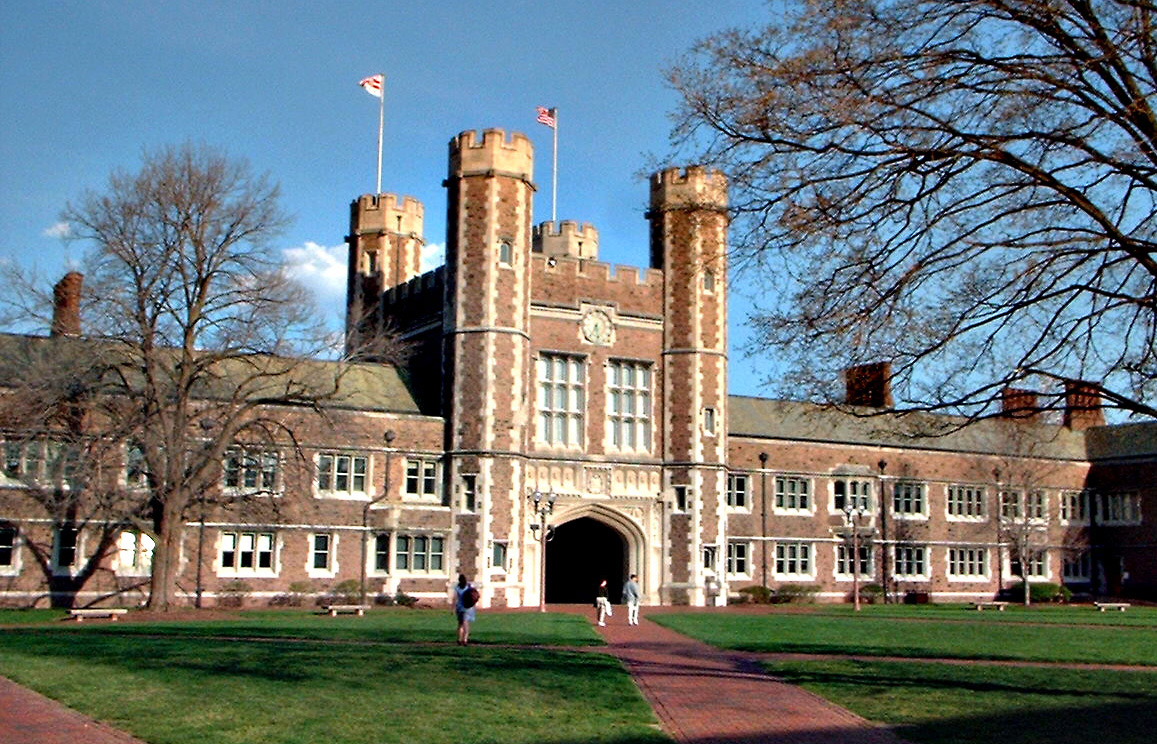
Utställningsområdet vid Brookings Hall låg där Washington University in St. Louis idag har sin campus. Vid utställningen var Brookings Hall administrationsbyggnad.

År 1904 var staden Saint Louis värd för en utställning för att fira etthundraårsjubileet av Louisianaköpet 1803. Idén till en sådan minneshändelse tycks ha uppstått i början av 1898 och Kansas City och Saint Louis presenterades ursprungligen som potentiella värdar för att det skulle bli rättvist och baserades på deras läge inom det område som 1803 omfattades av landannekteringen. Utställningen senarelades ett år för att möjliggöra deltagande av fler delstater och nationer. Utställningen öppnade den 30 april 1904 och var öppen till och med 30 november, det stängde den 1 december 1904.
Utställningen hölls på en yta på 4,9 kvadratkilometer i det som nu är Forest Park och där universitetsområdet för Washington University in St. Louis campus ligger idag. Utställningsområdet planerades av George Kessler. Inom området fanns fler än 1.500 byggnader, sammanbundna av 120 kilometer vägar och promenadvägar. Universitetets stadion Francis Field togs i bruk för de Olympiska sommarspelen 1904. Universitetet hade grundats 1853 som ett privat universitet och fick sitt namn efter George Washington 1856, namnet kompletterades 1976 med orden "in St. Louis" för att särskilja det från flera andra universitet som är namngivna efter George Washington, bland dem George Washington University i Washington, D.C.. Tillsammans med världsutställningen skulle de Olympiska sommarspelen samordnas i Saint Louis och sommarspelen hölls på arenan Francis Field och öppnades den 1 juli 1904 och avslutades den 23 november 1904.

## Deltagande länder

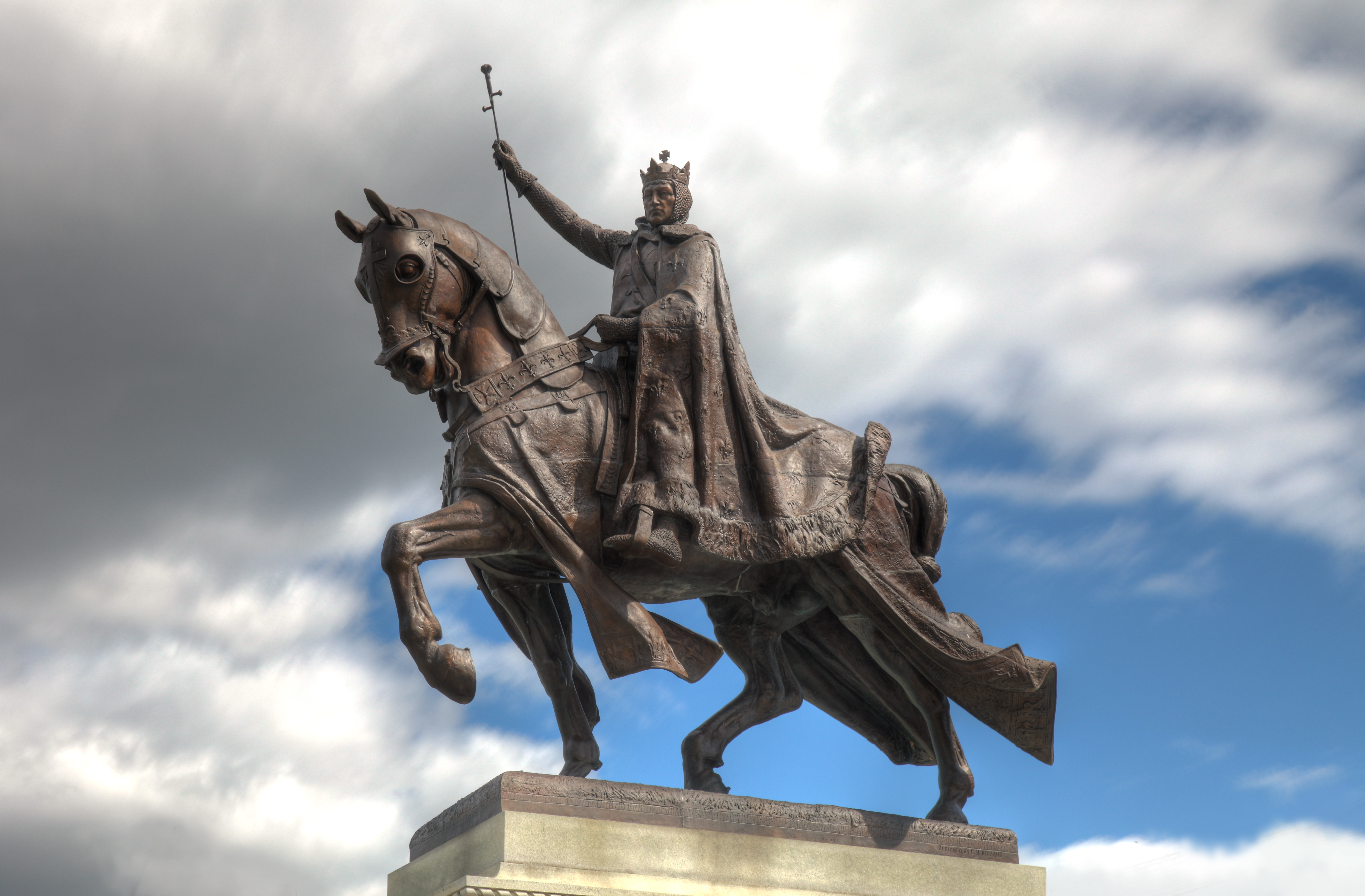
Bronsstatyn The Apotheosis of St. Louis skapades 1904-1906 av Charles Henry Niehaus. Den står utanför Saint Louis Art Museum i Forest Park. Före slutförandet av Gateway Arch var denna staty den främsta symbolen för staden. Under mer än ett sekel var statyn en ikonografi för staden Saint Louis.

Vid Världsutställningen i Saint Louis deltog 62 länder med utställningar och 43 stater av de dåvarande 45 av Amerikas delstater deltog i utställningar vid mässan. Dessa besöktes av nära 19,7 miljoner människor. 
Liksom vid Världsutställningen i Chicago 1893 var så gott som alla byggnader temporära och byggda för att hålla något eller ett par år, byggda i en blandning av gips och hampa på en stomme i trä. 
Utställningens "Palace of Fine Arts", ritad av Cass Gilbert efter inspiration av Caracallas termer i Rom byggdes som en permanent byggnad och inrymmer numera Saint Louis Art Museum. Likaså kvarstår administrationsbyggnaden, ritad av Cope & Stewardson, och används nu under Brookings Hall för Washington University in St. Louis. Den byggnaden var till en början känd som University Hall.
Statyn av kung Ludvig IX av Frankrike i Saint Louis, Missouri, ligger framför Saint Louis Art Museum. Ludvig IX, kallad Ludvig den helige, heter på franska Louis IX eller Saint Louis (1214-1270) var kung av Frankrike 1226-1270. Som en geografisk symbol för staden Saint Louis har en staty av kungen på häst allmänt använts. Ibland används statyn fortfarande som sådan, även om Gateway Arch mestadels har antagit den rollen. Den ursprungliga gipsmodellen för denna staty stod vid ingången till Världsutställningen i Louis 1904 i Forest Park. Efter världsutställningen göts statyn i brons av Louisiana Purchase Exposition Company och presenterades för staden som en del av återställandet av parken efter utställningen. Statyn rengjordes 1977 och restaurerades 1999. Den omvända svärdet som hålls upp som ett kors, ersattes efter att ha blivit trasigt eller stulet 1970, 1972, 1977 och 1981. Statyn visar The Apotheosis of Saint Louis. Apoteos kommer av grekiskans apotheosis, som betyder förgudande, en ceremoni, genom vilken forntidens folk tilldelade en människa gudomlig rang. Bronsstatyn som står i Forest Park idag donerades till Forest Park av Louisiana Purchase Exposition Company efter Världsutställningen 1904. Det är en kopia av gipsstatyn som stod vid tilloppet vid Saint Louis Plaza nära huvudentrén till mässan, där Missouri History Museum står idag.

## Ingången till utställningsområdet 1904
Nära ingången till det som utställningsområdet 1904 byggdes 1913 det berömda monumentet Gateway Arch i Saint Louis. Monumentet symboliserar Saint Louis roll som port västerut och innefattar också det gamla rådhuset i Saint Louis och museet, Museum of Westward Expansion. Gateway Arch är en del av Jefferson National Expansion Memorial, som byggdes till minne av USA:s president Thomas Jefferson och den roll han spelade i expansionen västerut. Det var Thomas Jefferson som initierade köpet av Louisiana, Louisiana Purchase, då han köpte landområden av Frankrike för 15 miljoner dollar och USA fördubblade med köpet sin tidigare areal.

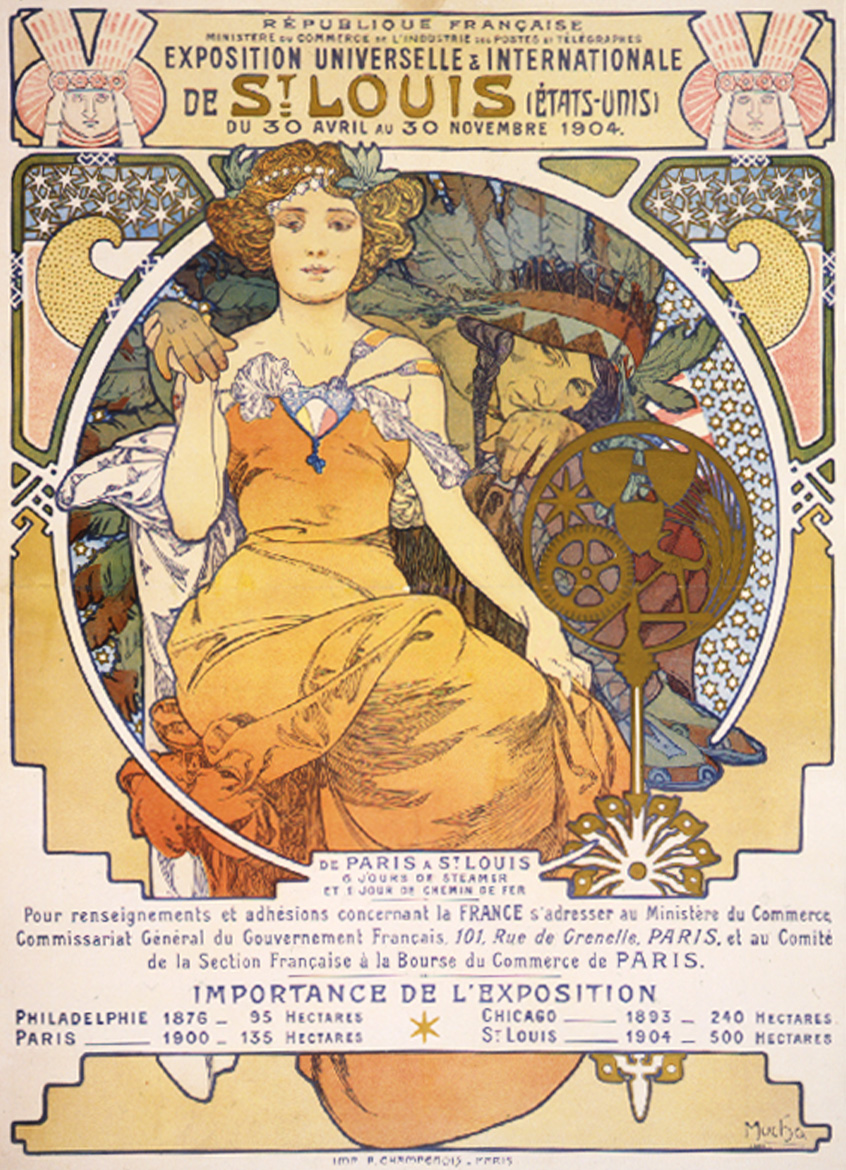
Bild för Världsutställningen i Saint Louis 1904 av Alfons Mucha.
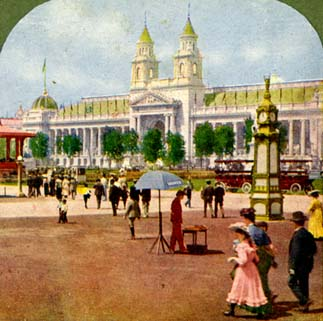
Bild från 1904 års världsutställning.
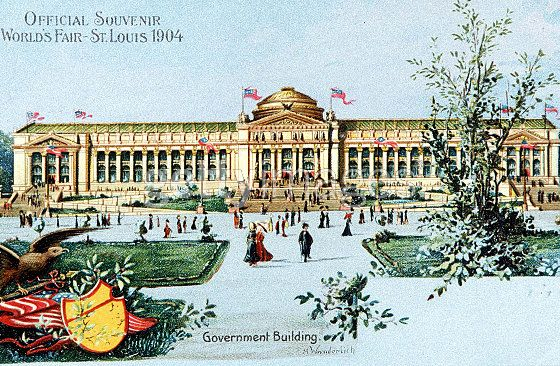
Vykort, souvenir från Louisiana Purchase Exposition 1904, ledningsbyggnaden.
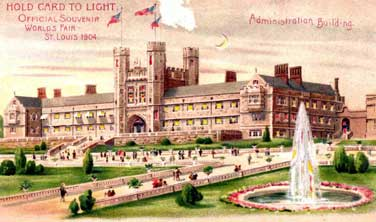
Vykort, från Brookings Hall, landmärket vid campusen vid Washington University in St. Louis, som byggdes mellan 1900 och 1902, var administrationsbyggnad under utställningen.
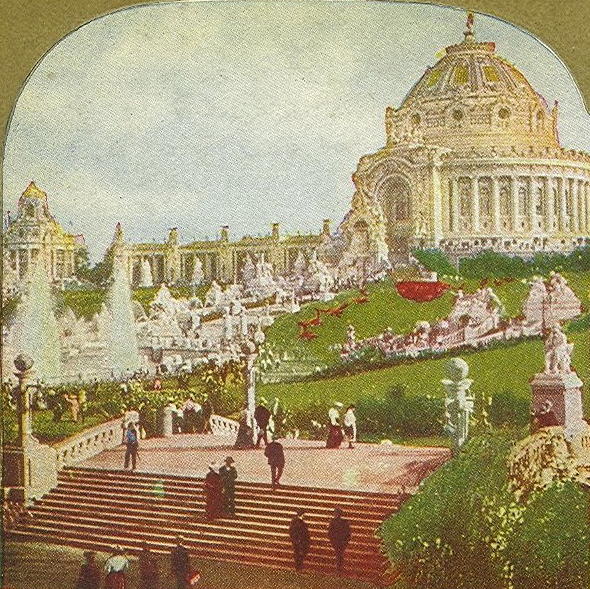
Världsutställningen i Saint Louis, Louisiana Purchase Exposition Festival Hall.
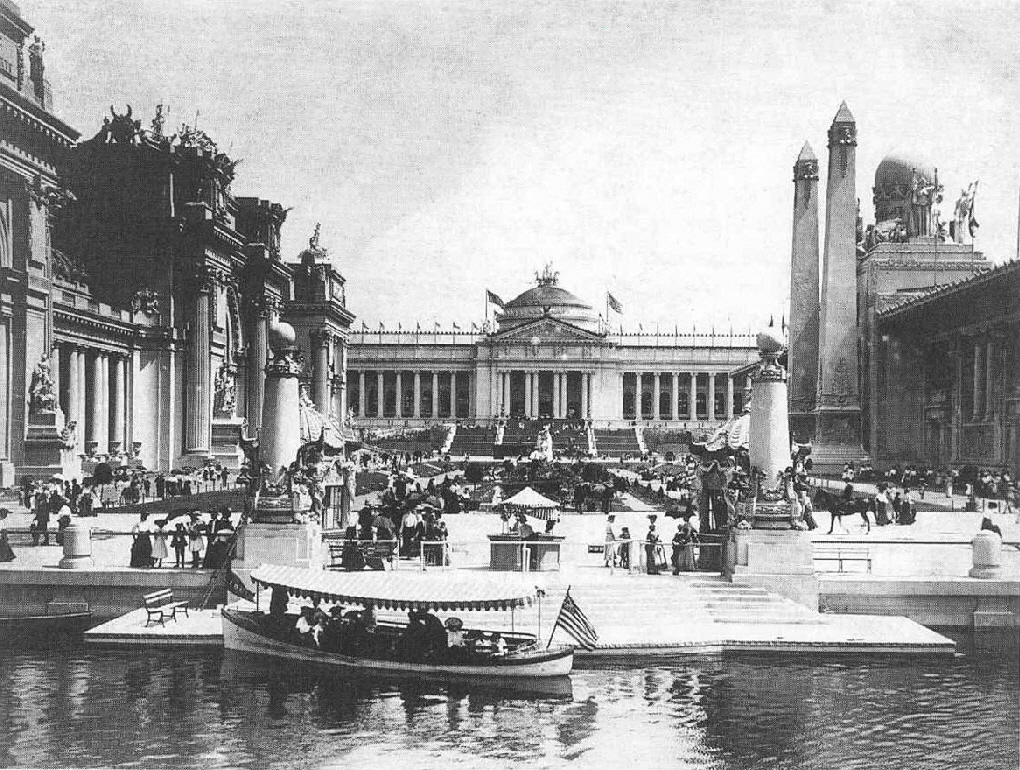
Ledningsbyggnaden vid utställningen av Louisiana Purchase Exposition.
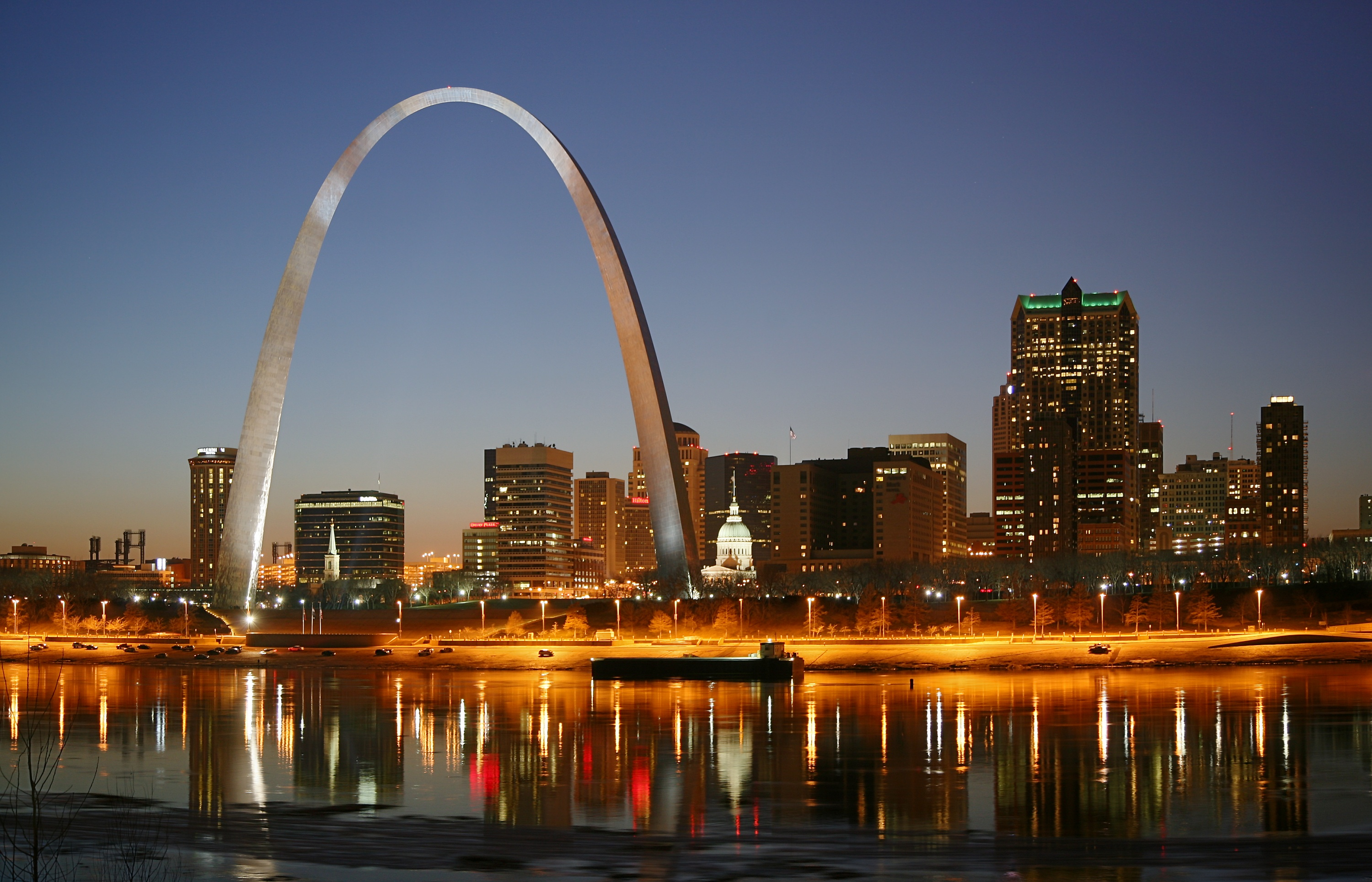
Gateway Arch-monumentet vid Mississippifloden i Saint Louis med parken Jefferson National Expansion. Alldeles till höger om Gateway Arch syns det gamla rådhuset, The Old Courthouse.
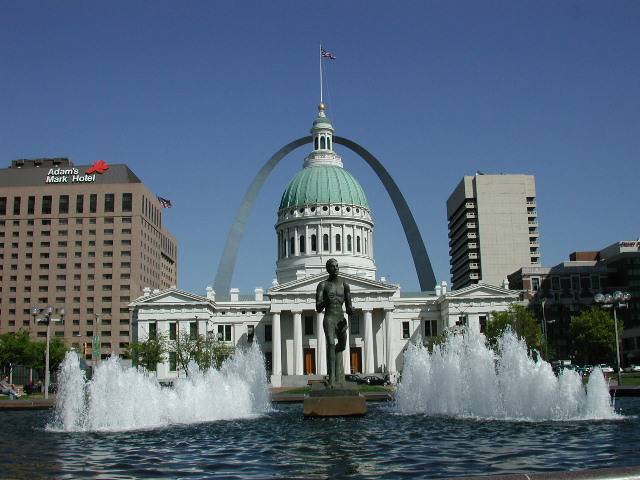
Det gamla rådhuset och Gateway Arch från Kiener Plaza.

## Den svenska utställningspaviljongen
Den svenska utställningspaviljongen ritades av Ferdinand Boberg. Efter utställningen köptes byggnaden av USA:s ambassadör i Sverige, W. W. Thomas junior som skänkte den till den svenska institutionen vid Bethany College, Lindsborg i Kansas. Högskolan i Lindsborg i Kansas heter Bethany College och det är knutet till Evangelical Lutheran Church in America och har ett starkt svenskt arv. Ledamot i kommittén för Sveriges deltagande i 1904 års världsutställning i Saint Louis, Missouri, den 10 juni 1903, var arkitekten och rektorn Bror Viktor Adler. Viktor Adler var rektor för Tekniska skolan i Stockholm under åren 1886-1910.

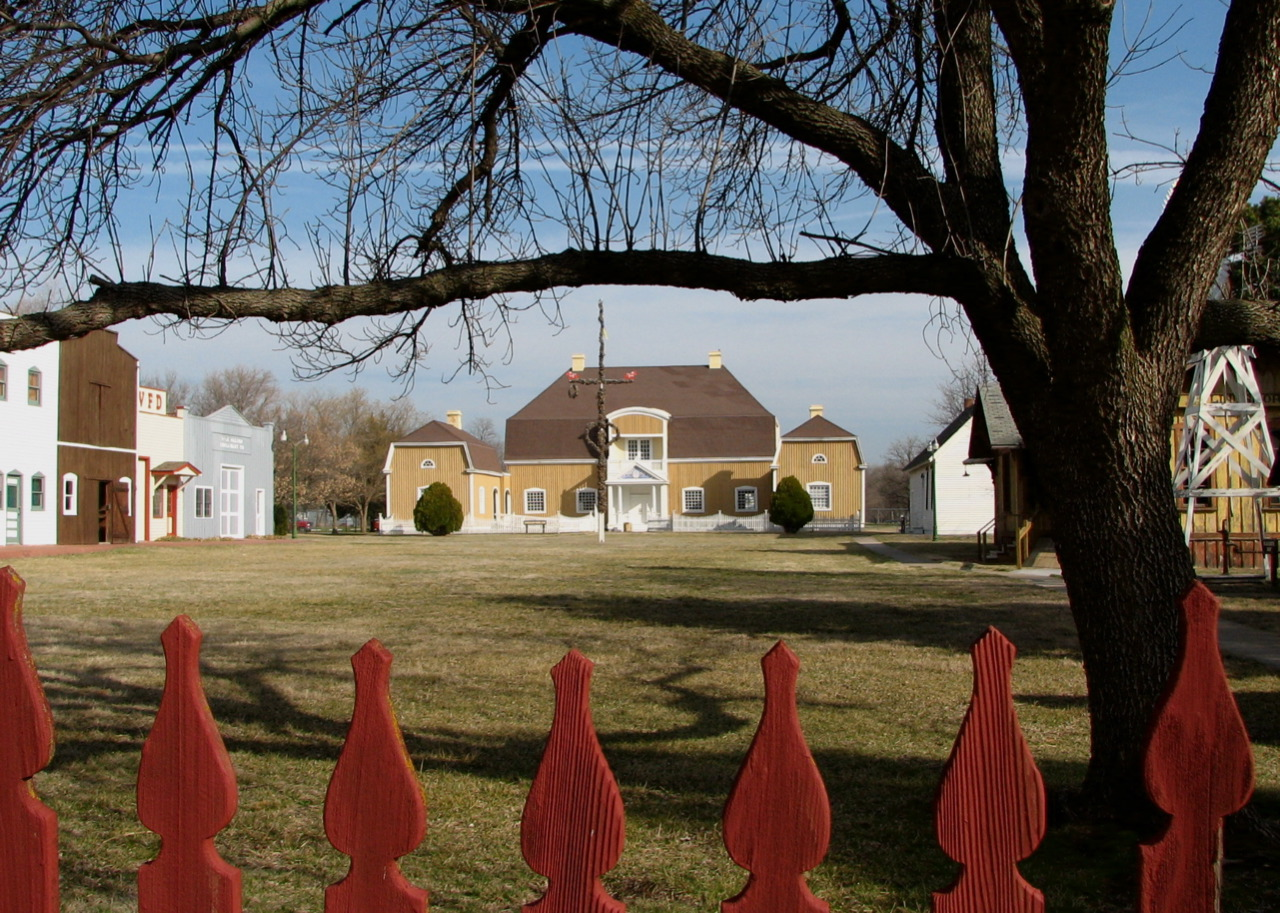
Den svenska utställningspaviljongen från Världsutställningen i Saint Louis 1904 i Missouri ritades av Ferdinand Boberg och flyttades efter utställningen till Lindsborg i Kansas.
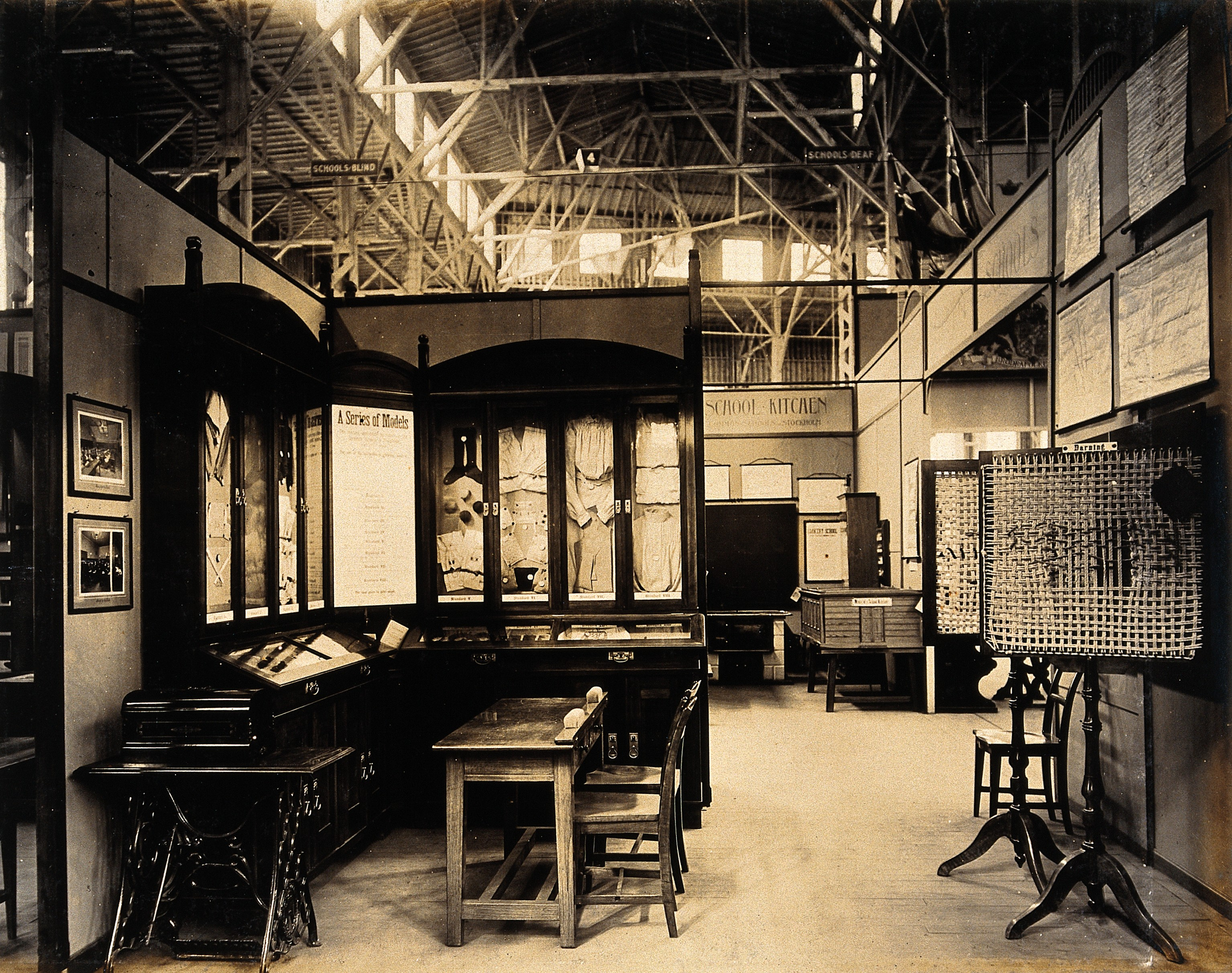
Interiör i den svenska utställningen, som rör utbildning med exempel på handarbete.
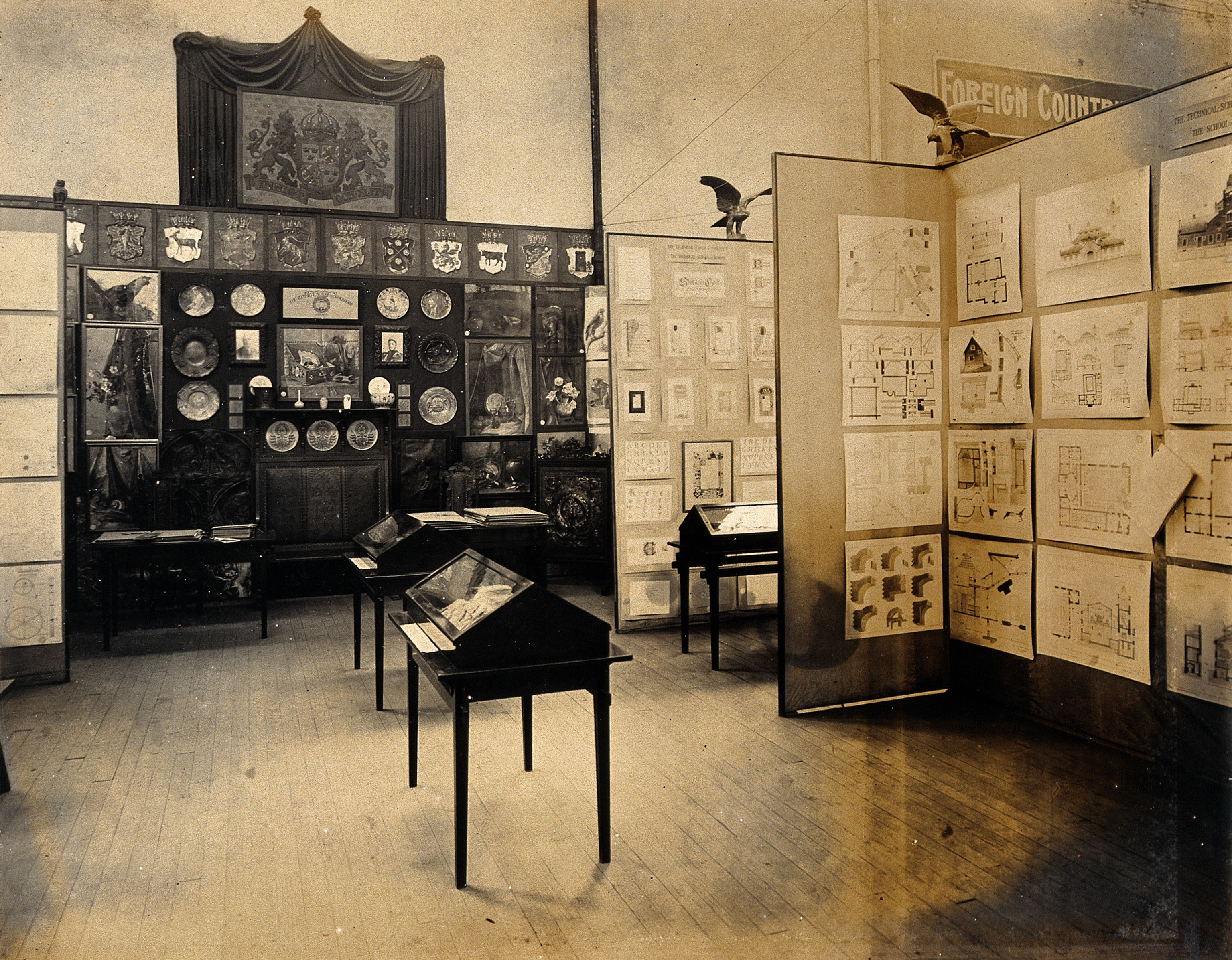
Interiör i den svenska utställningen, som rör Tekniska skolan i Stockholm. Ledamot i kommittén för Sveriges deltagande var Bror Viktor Adler.

## Bilder med anknytning till världsutställningen i Saint Louis 1904

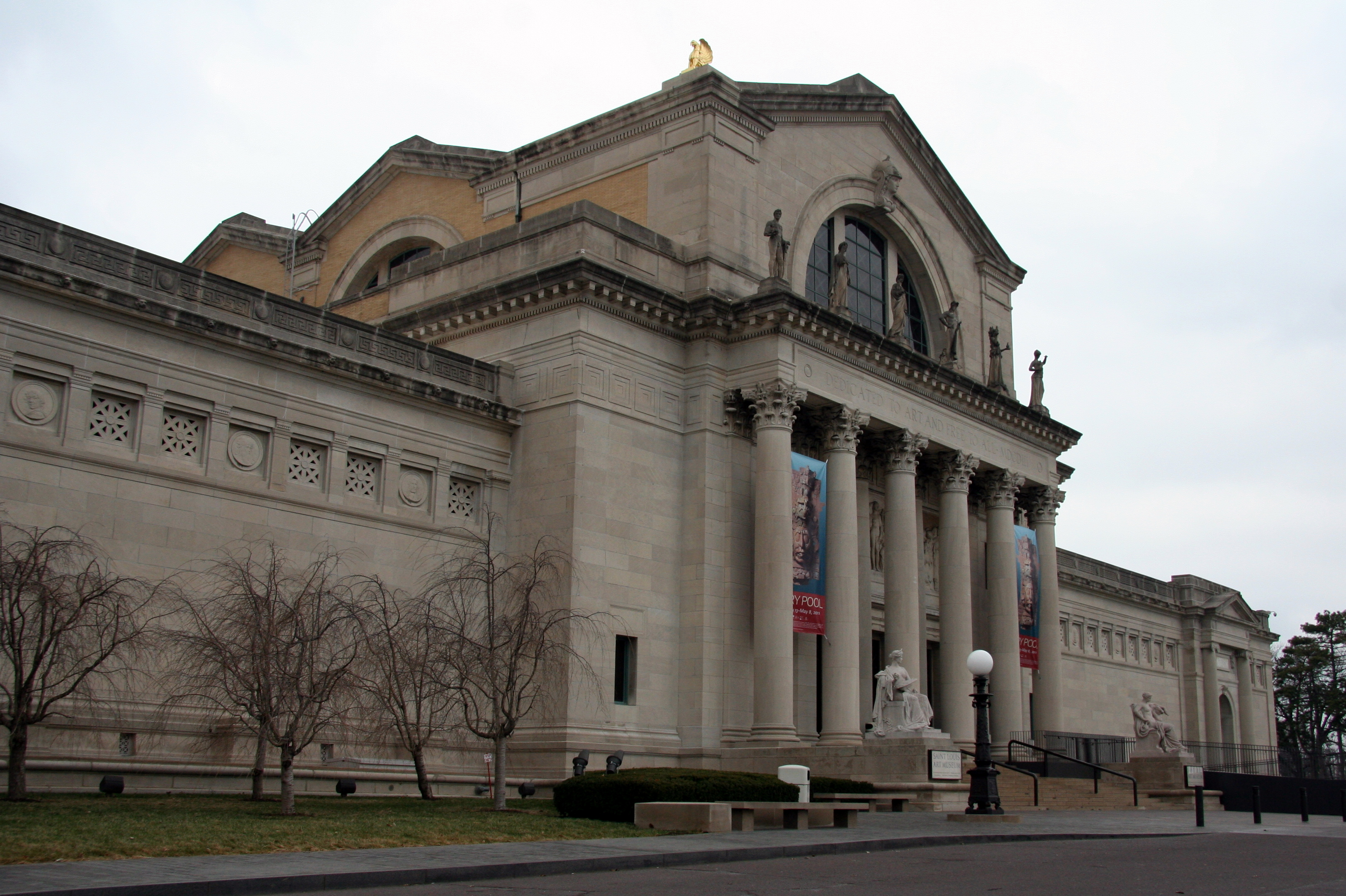
Saint Louis Art Museum i Forest Park i St. Louis, är ritad av Cass Gilbert.
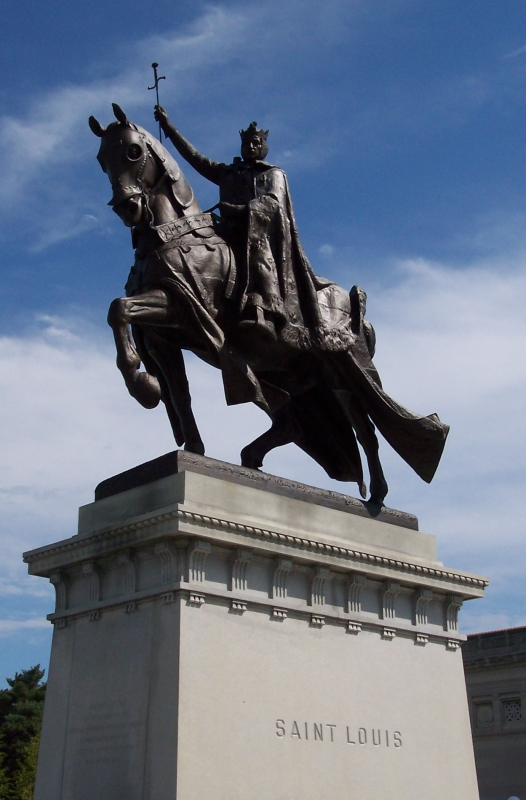
Bronsstatyn av Saint Louis, Ludvig IX, The Apotheosis of Saint Louis.
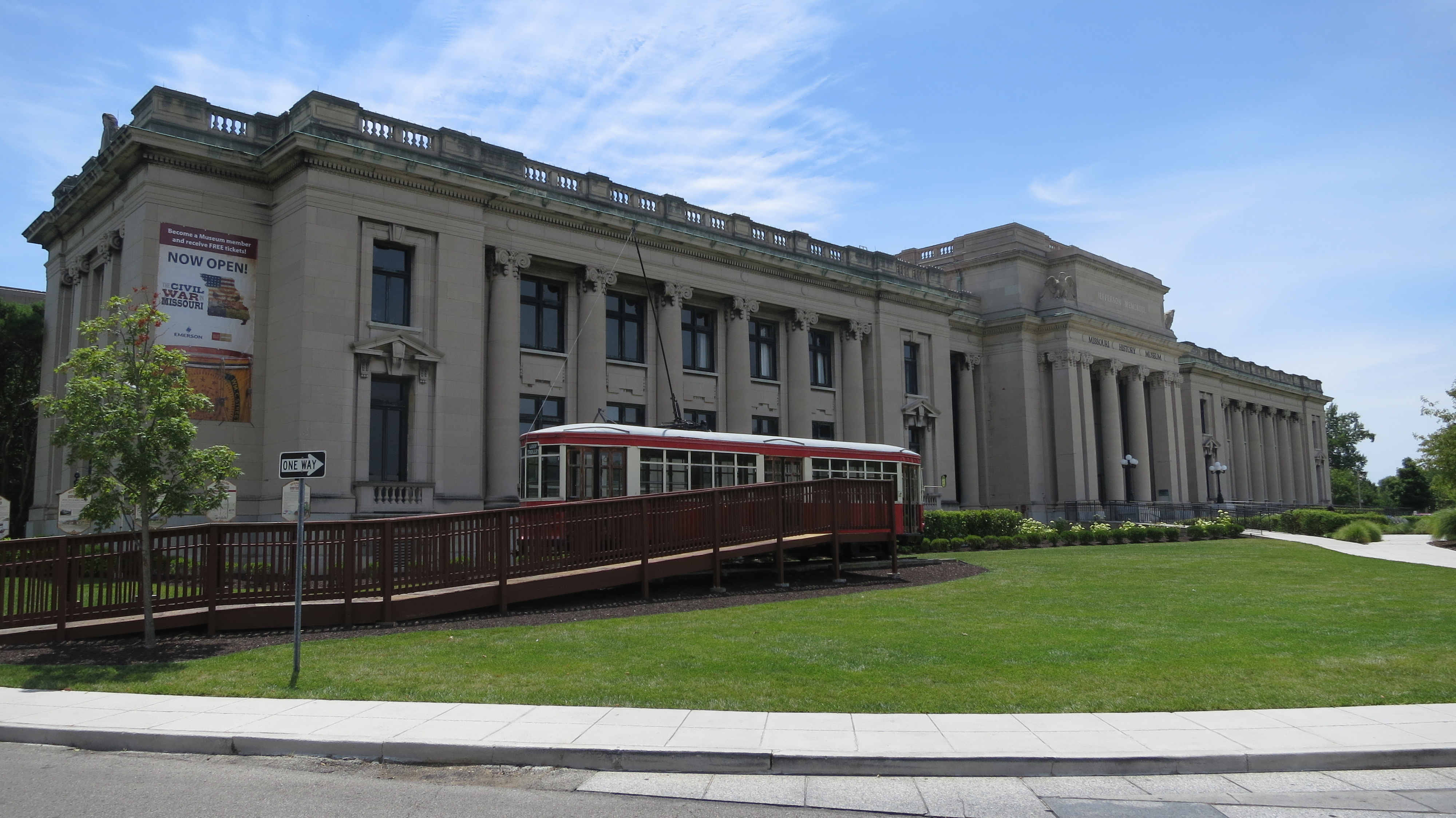
Missouri History Museum ligger vid Forest Park i Saint Louis.
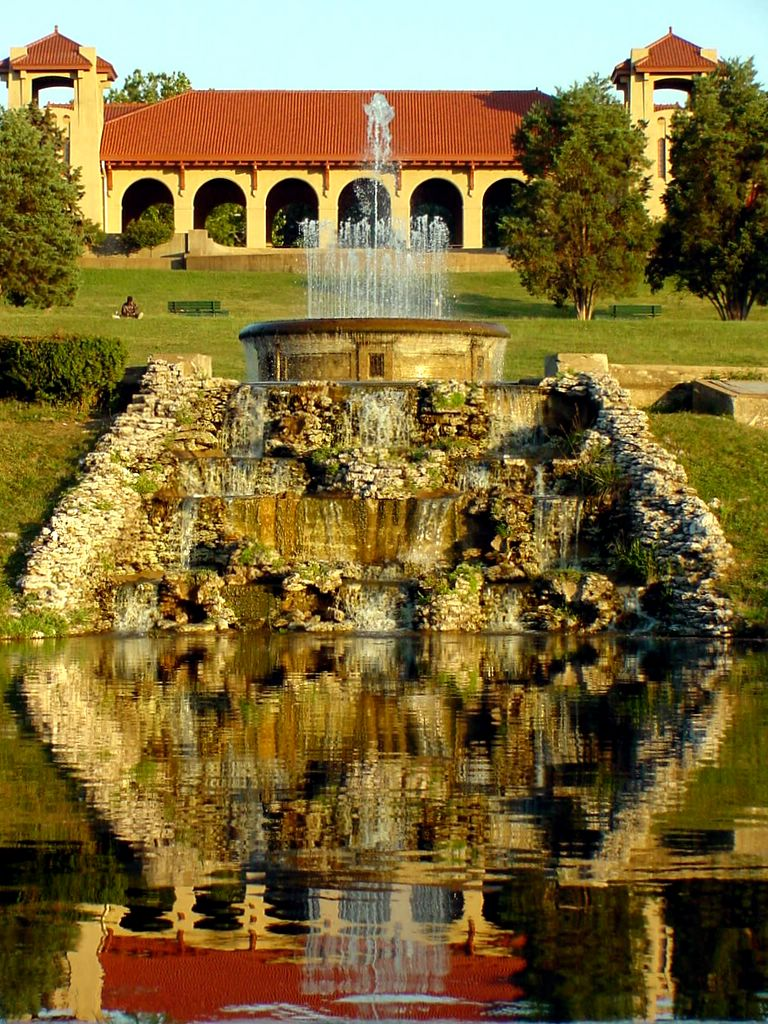
Forest Park i Saint Louis är en av USA:s största stadsparker, och var platsen för 1904 års världsutställning.
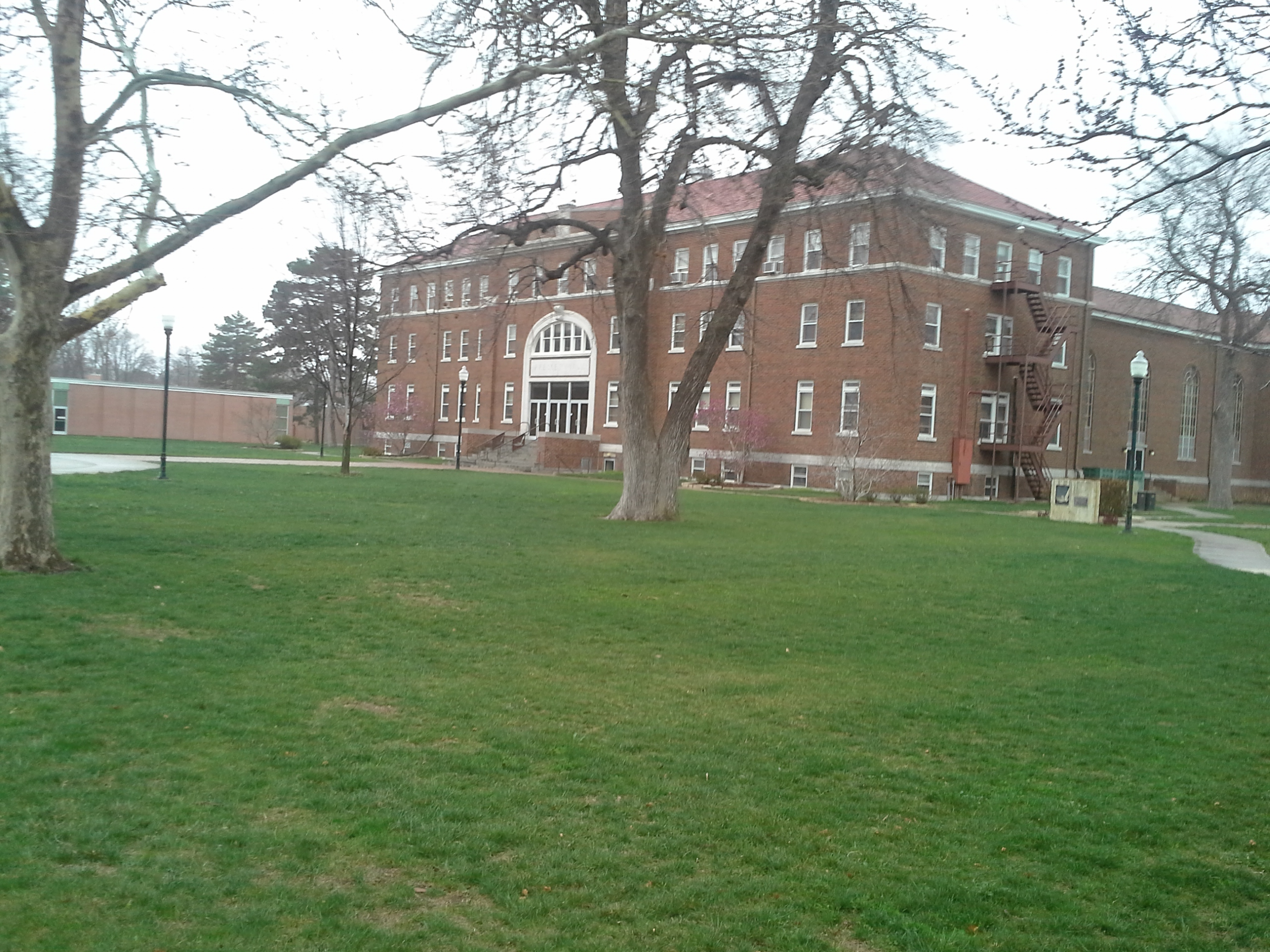
Bethany College i Lindsborg, Kansas.

## Olympiska sommarspelen 1904
Världsutställningen var värd för Olympiska sommarspelen 1904, som var de första olympiska spelen i USA.